# Plosowangi (Tersono)
Plosowangi is een bestuurslaag in het regentschap Batang van de provincie Midden-Java, Indonesië. Plosowangi telt 1777 inwoners (volkstelling 2010).